# ديفيد روبنسون (رجل دين)
ديفيد روبنسون (بالإنجليزية: David Robinson)‏ هو رجل دين بريطاني، ولد في 15 مارس 1931، وتوفي في 12 يونيو 2003.